# 東別府駅
東別府駅（ひがしべっぷえき）は、大分県別府市浜脇一丁目にある、九州旅客鉄道（JR九州）日豊本線の駅である。

## 歴史
- 1911年（明治44年）11月1日：鉄道院豊州線浜脇駅（はまわきえき）として開設[3]。
- 1934年（昭和9年）4月15日：東別府駅（ひがしべっぷえき）に駅名改称[6]。
- 1945年（昭和20年）6月10日：貨物取扱廃止[7]。
- 1966年（昭和41年）8月9日：日豊本線亀川駅 - 当駅間複線化が完成[8]。
- 1966年（昭和41年）9月6日：日豊本線当駅 - 仏崎信号場間複線化が完成[8]。
- 1984年（昭和59年）2月1日：荷物扱い廃止[7]。
- 1987年（昭和62年）4月1日：国鉄分割民営化により、九州旅客鉄道（JR九州）の駅となる[9]。
- 2003年（平成15年）2月5日：駅舎が別府市の有形文化財に指定される[6][10]。
- 2004年（平成16年）4月3日：駅舎修復記念式が行われる[11]。
- 2012年（平成24年）12月1日：ICカード「SUGOCA」の利用が可能となる[12]。
- 2022年（令和4年）
  - 3月11日：切符売り場の営業を終了[13]。
  - 3月12日：無人化[13]。
  - 5月9日：別府市がJR退職者団体「別府鉄道OB友の会」に駅業務を委託[4]。

## 駅構造
相対式ホーム2面2線ホームを有する地上駅。互いのホームは跨線橋で連絡している。駅本屋(木造駅舎)は1911年（明治44年）開業当時のものである（別府市指定有形文化財）。2002年に老朽化により改築が検討されたが保存を望む声があり、2003年に別府市の有形文化財に指定され、2004年に修復された。
別府市がJR退職者団体「別府鉄道OB友の会」に駅業務を委託する簡易委託駅。近距離きっぷの自動券売機が設置されている。
ICカードSUGOCAは出入場とチャージのみ対応。

### のりば
| のりば | 路線      | 方向 | 行先           |
| ------ | --------- | ---- | -------------- |
| 1      | ■日豊本線 | 下り | 大分・佐伯方面 |
| 2      | ■日豊本線 | 上り | 別府・小倉方面 |

## 利用状況
1965年（昭和40年）度には乗車人員が195,926人（定期外:38,663人、定期:157,263人）、降車人員が188,177人で、手荷物（発送:746個、到着:259個）や小荷物（発送:17,875個、到着:3,010個）も取扱っていた。
2016年（平成28年）度の乗車人員は83,591人、降車人員は102,267人である。
※1日平均乗車人員の数値は各年度版「大分県統計年鑑」による年間乗車人員の値を各年度の日数で割った値。2016年度以降は数値が非公表となった為、各年度版「別府市統計書」の数値を用いた。
| 年度               | 年間 乗車人員 | 定期外 乗車人員 | 定期 乗車人員 | 一日平均 乗車人員* | 年間 降車人員 | 出典              |
| ------------------ | ------------- | --------------- | ------------- | ------------------ | ------------- | ----------------- |
| 1965年（昭和40年） | 195,926       | 38,663          | 157,263       | -                  | 188,177       | [ 16 ]            |
| -                  | -             | -               | -             | -                  | -             | -                 |
| 1990年（平成02年） | 100,644       | 52,380          | 48,264        | -                  | 115,957       | [ 17 ]            |
| 1991年（平成03年） | 101,803       | 57,641          | 44,162        | -                  | 114,011       | [ 18 ]            |
| 1992年（平成04年） | 105,462       | 58,312          | 47,150        | -                  | 113,506       | [ 19 ]            |
| 1993年（平成05年） | 106,642       | 58,958          | 47,684        | -                  | 113,784       | [ 20 ]            |
| 1994年（平成06年） | 109,270       | 57,938          | 51,332        | -                  | 114,620       | [ 21 ]            |
| 1995年（平成07年） | 114,218       | 59,724          | 54,494        | -                  | 116,809       | [ 22 ]            |
| 1996年（平成08年） | 120,218       | 53,791          | 66,427        | -                  | 127,409       | [ 23 ]            |
| 1997年（平成09年） | 134,654       | 51,562          | 83,092        | -                  | 136,818       | [ 24 ]            |
| 1998年（平成10年） | 122,690       | 49,225          | 73,465        | -                  | 125,618       | [ 25 ]            |
| 1999年（平成11年） | 113,316       | 43,394          | 69,922        | -                  | 119,630       | [ 26 ]            |
| 2000年（平成12年） | 105,486       | 39,510          | 65,976        | 289                | 109,924       | [ 27 ]            |
| 2001年（平成13年） | 97,250        | 37,320          | 59,930        | 266                | 100,565       | [ 28 ]            |
| 2002年（平成14年） | 94,421        | 35,606          | 58,815        | 259                | 96,960        | [ 29 ]            |
| 2003年（平成15年） | 93,125        | 34,408          | 58,717        | 255                | 98,256        | [ 30 ]            |
| 2004年（平成16年） | 101,556       | 32,792          | 68,764        | 278                | 106,857       | [ 31 ]            |
| 2005年（平成17年） | 98,673        | 30,359          | 68,314        | 270                | 106,641       | [ 32 ]            |
| 2006年（平成18年） | 95,871        | 31,578          | 64,293        | 263                | 98,064        | [ 33 ]            |
| 2007年（平成19年） | 90,401        | 29,951          | 60,450        | 247                | 95,878        | [ 34 ]            |
| 2008年（平成20年） | 89,205        | 27,292          | 61,913        | 244                | 97,086        | [ 35 ]            |
| 2009年（平成21年） | 90,125        | 27,392          | 62,733        | 247                | 94,092        | [ 36 ] [ 注釈 1 ] |
| 2010年（平成22年） | 86,799        | 28,949          | 57,850        | 238                | 92,987        | [ 38 ] [ 注釈 1 ] |
| 2011年（平成23年） | 86,426        | 29,904          | 56,522        | 236                | 96,457        | [ 39 ] [ 注釈 1 ] |
| 2012年（平成24年） | 84,605        | 29,296          | 55,309        | 232                | 97,823        | [ 40 ] [ 注釈 1 ] |
| 2013年（平成25年） | 86,364        | 28,385          | 57,979        | 237                | 99,403        | [ 41 ] [ 注釈 1 ] |
| 2014年（平成26年） | 84,495        | 28,987          | 55,508        | 231                | 98,800        | [ 42 ] [ 注釈 1 ] |
| 2015年（平成27年） | 93,088        | 31,777          | 61,311        | 254                | 109,124       | [ 43 ] [ 注釈 1 ] |
| 2016年（平成28年） | 83,591        | -               | -             | 229                | 102,267       | [ 2 ]             |

- 一日平均乗車人員は年間乗車人員の値を各年度の日数で割った値。

## 駅周辺
当駅を出て少し西大分へ進んだ所に上り専用の高崎山トンネルがあり、大分寄りの出口付近にあるマリーンパレスうみたまご横までは上下本線が隔離されており、日豊本線内では唯一上り線が下り線より一段高い位置にある。同本線宇佐 - 西屋敷間とは正反対の状況である。
- 国道10号
  - 東別府駅前バス停（大分交通）高崎山、うみたまご、大分駅、関の江、鉄輪温泉、国東 他方面
- 浜脇温泉・湯都ピア浜脇
- マルショク浜脇店・浜脇モール商店街
- 浜脇記念病院
- 別府浜脇郵便局
- 別府市立浜脇中学校
- 別府市立南小学校
- ゆめタウン別府 - 徒歩15分、別府駅のほうが近い。
- 大分マリーンパレス水族館うみたまご・高崎山自然動物園 - バス5分、徒歩15分。

1972年（昭和47年）4月5日に全線廃止された大分交通別大線は、東別府駅前停留所が当駅付近に存在した。

## その他
- 当駅と西大分駅の間は、現下り線は単線時代以来の曲線が多い線形に対して、現上り線は高崎山トンネルや白木トンネルなど、複線化に伴う直線主体の線形のため、ダイヤ上、普通電車はもとより、特急「ソニック」も上りの方が下りより2分速い[要出典]。

## 隣の駅
九州旅客鉄道（JR九州）
■日豊本線
別府駅 - 東別府駅 - 西大分駅